# Xian de Dong'e
Le xian de Dong'e (东阿县 ; pinyin : Dōng'ē Xiàn) est un district administratif de la province du Shandong en Chine. Il est placé sous la juridiction de la ville-préfecture de Liaocheng.

## Démographie
La population du district était de 422 894 habitants en 1999.